# Kontyngenty w okupowanej przez Niemców Polsce

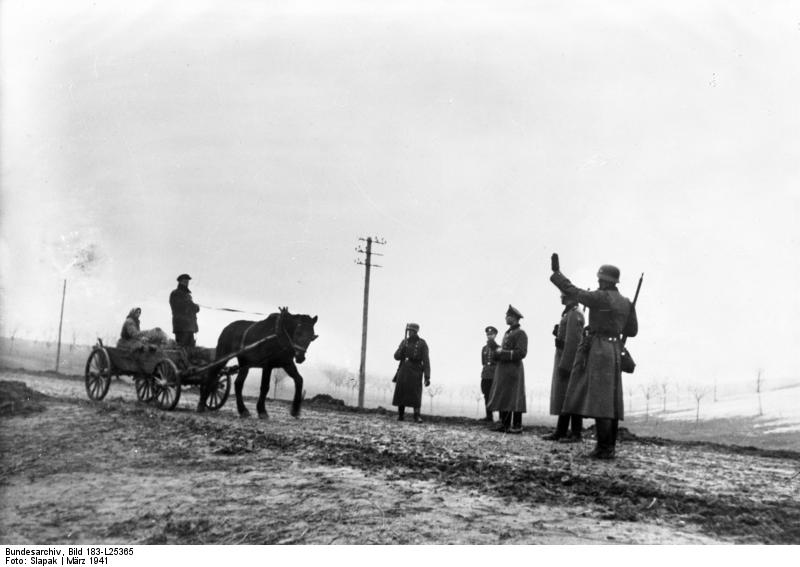
Kontrola chłopskiego zaprzęgu przez patrol niemiecki w dystrykcie lubelskim. Policyjna akcja mająca na celu przeciwdziałanie nielegalnemu ubojowi zwierząt.

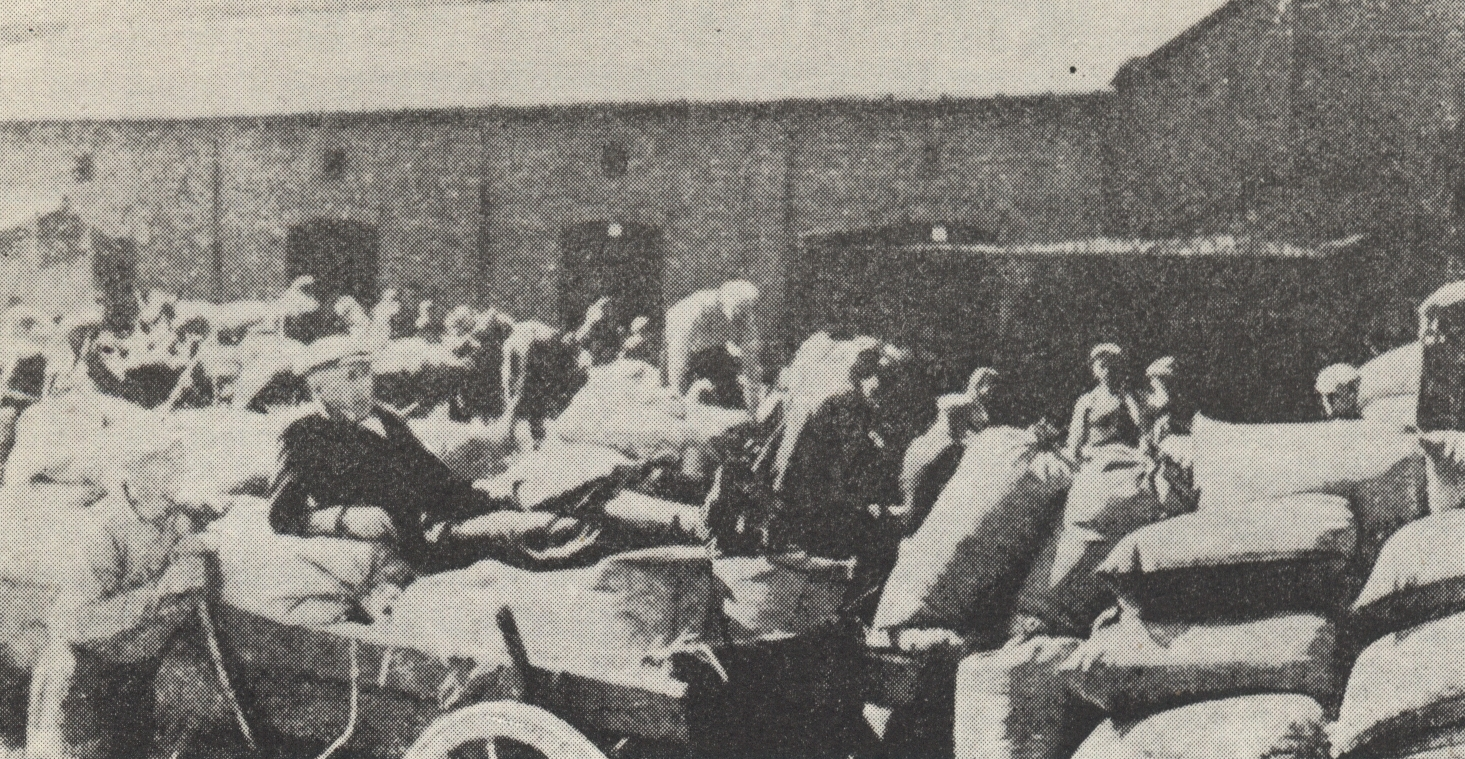
Ściąganie przymusowych kontyngentów w Okręgu Białystok.

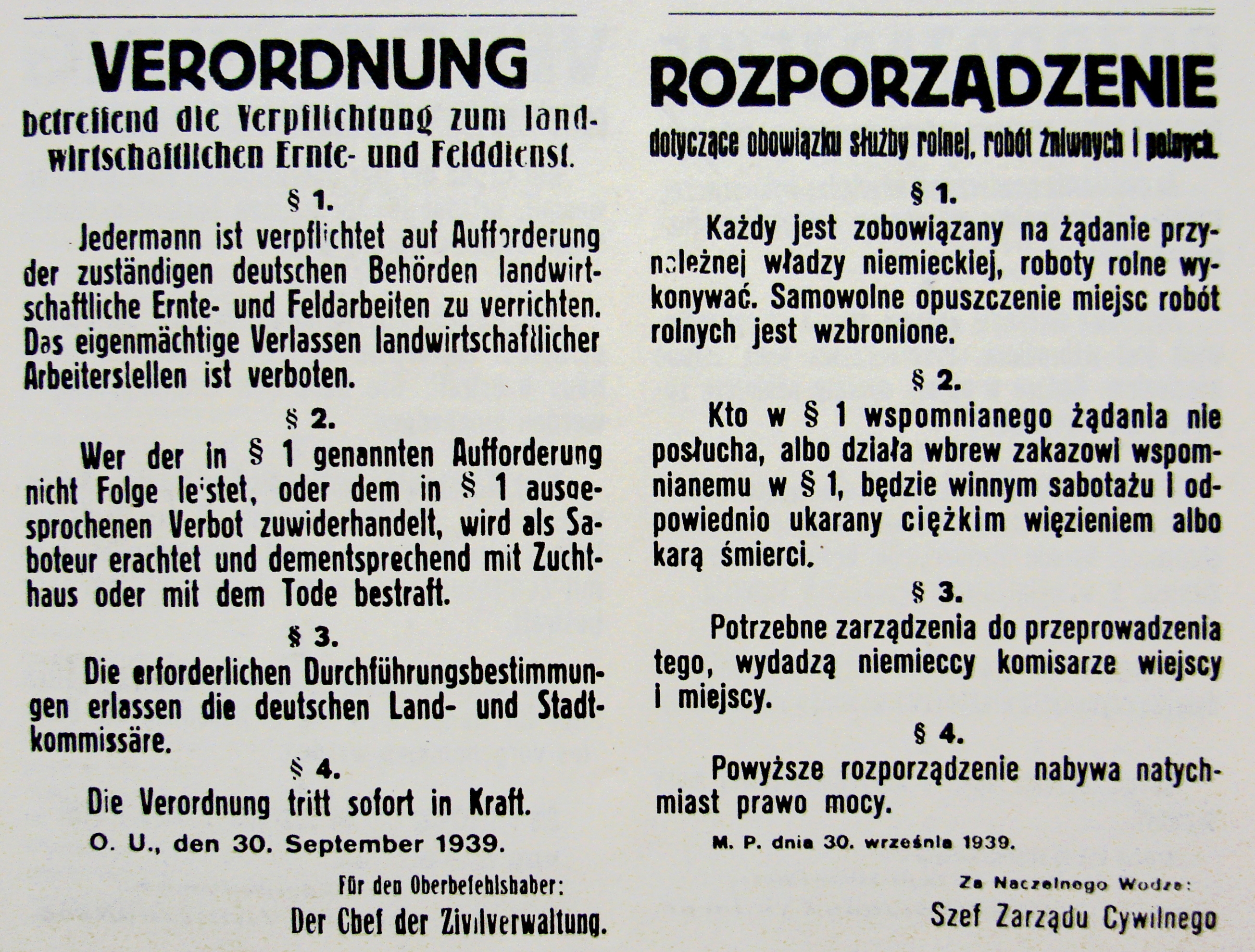
Rozporządzenie obowiązku służby rolnej, robót ziemnych i polnych z dnia 30 września 1939 roku przewidujące karę śmierci za uchylanie się od pracy.

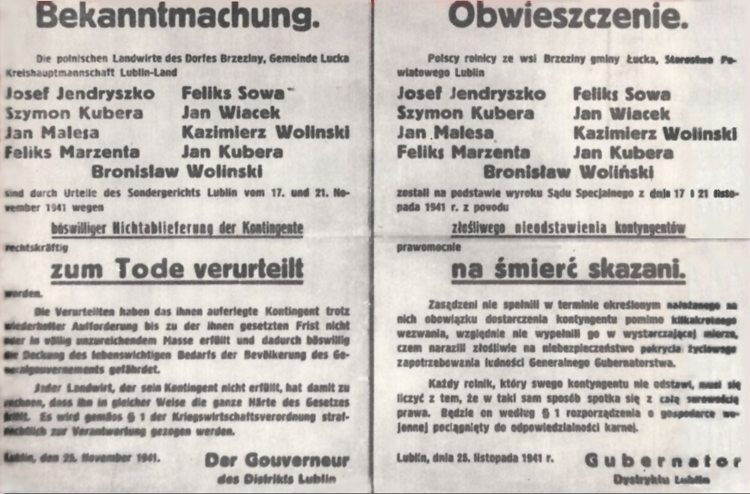
Obwieszczenie gubernatora dystryktu Lublin z dnia 25 listopada 1941, informujące o skazaniu na śmierć 9 polskich rolników z Brzezin za niedostarczenie kontyngentów.

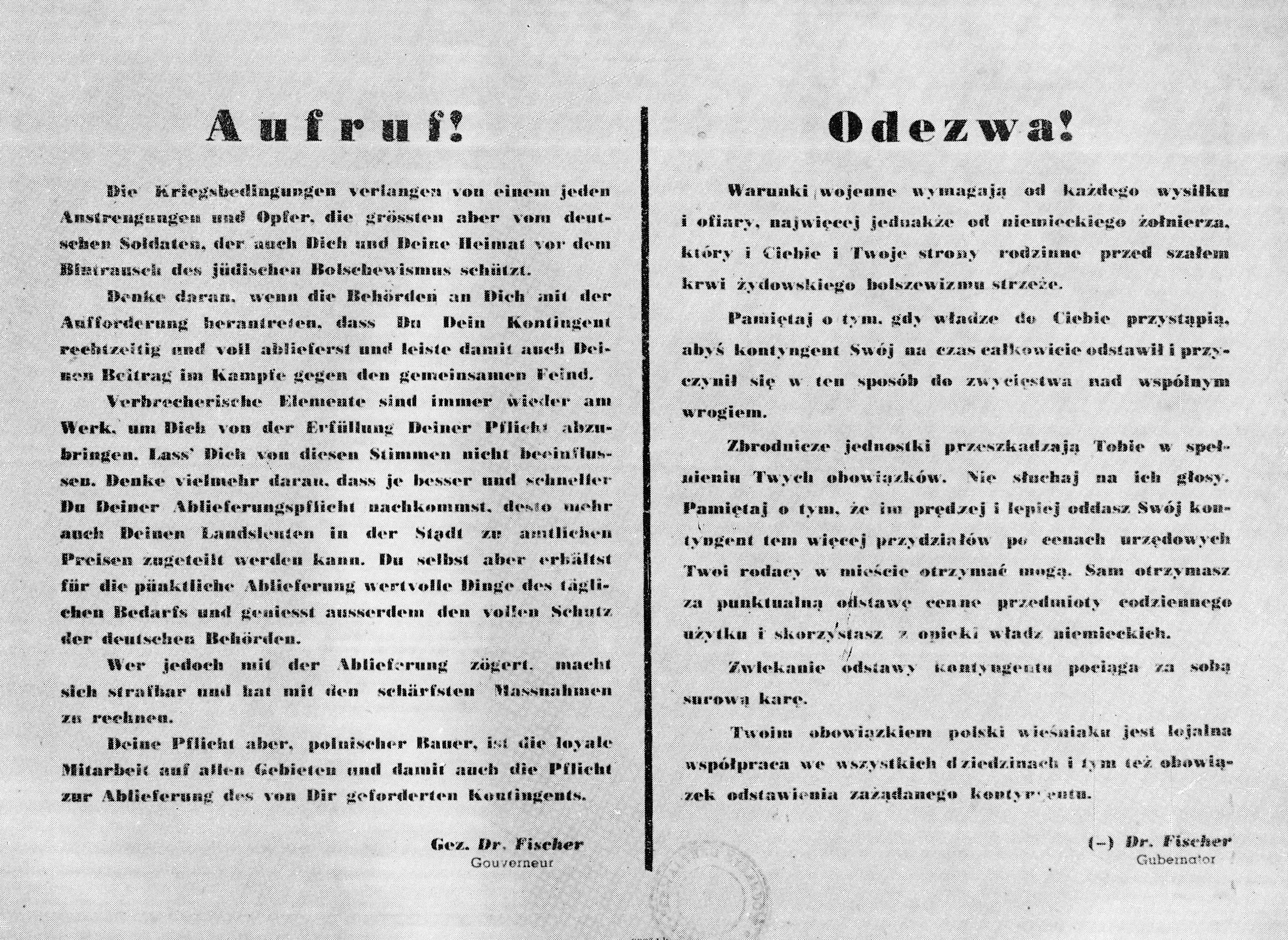
Odezwa gubernatora dystryktu warszawskiego Ludwiga Fischera wzywającego „polskich wieśniaków” do terminowego dostarczania kontyngentów.

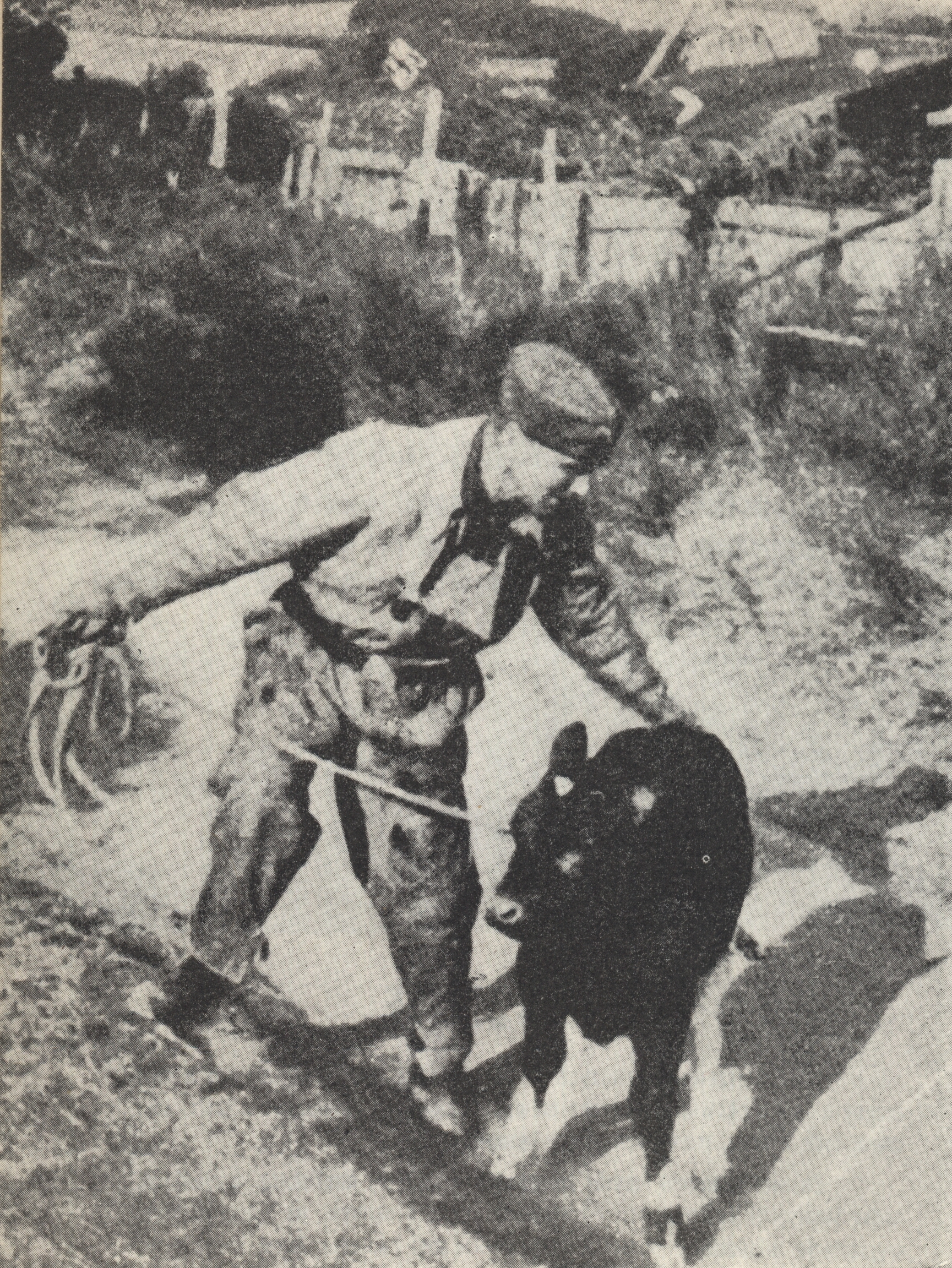
Niemiecki żołnierz konfiskuje cielę na polskiej wsi.

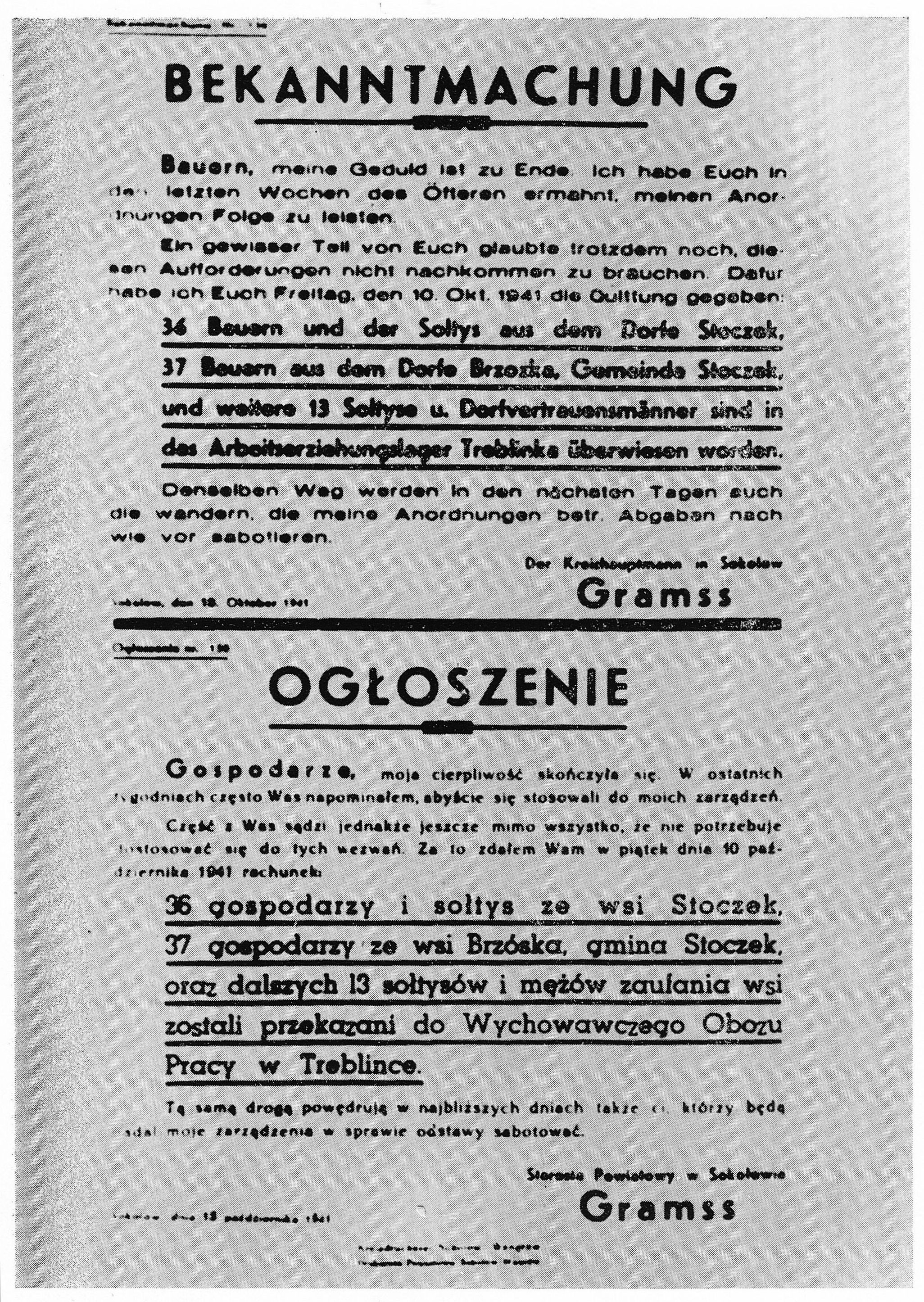
Ogłoszenie starosty sokołowskiego o osadzeniu grupy polskich rolników w obozie pracy Treblinka I

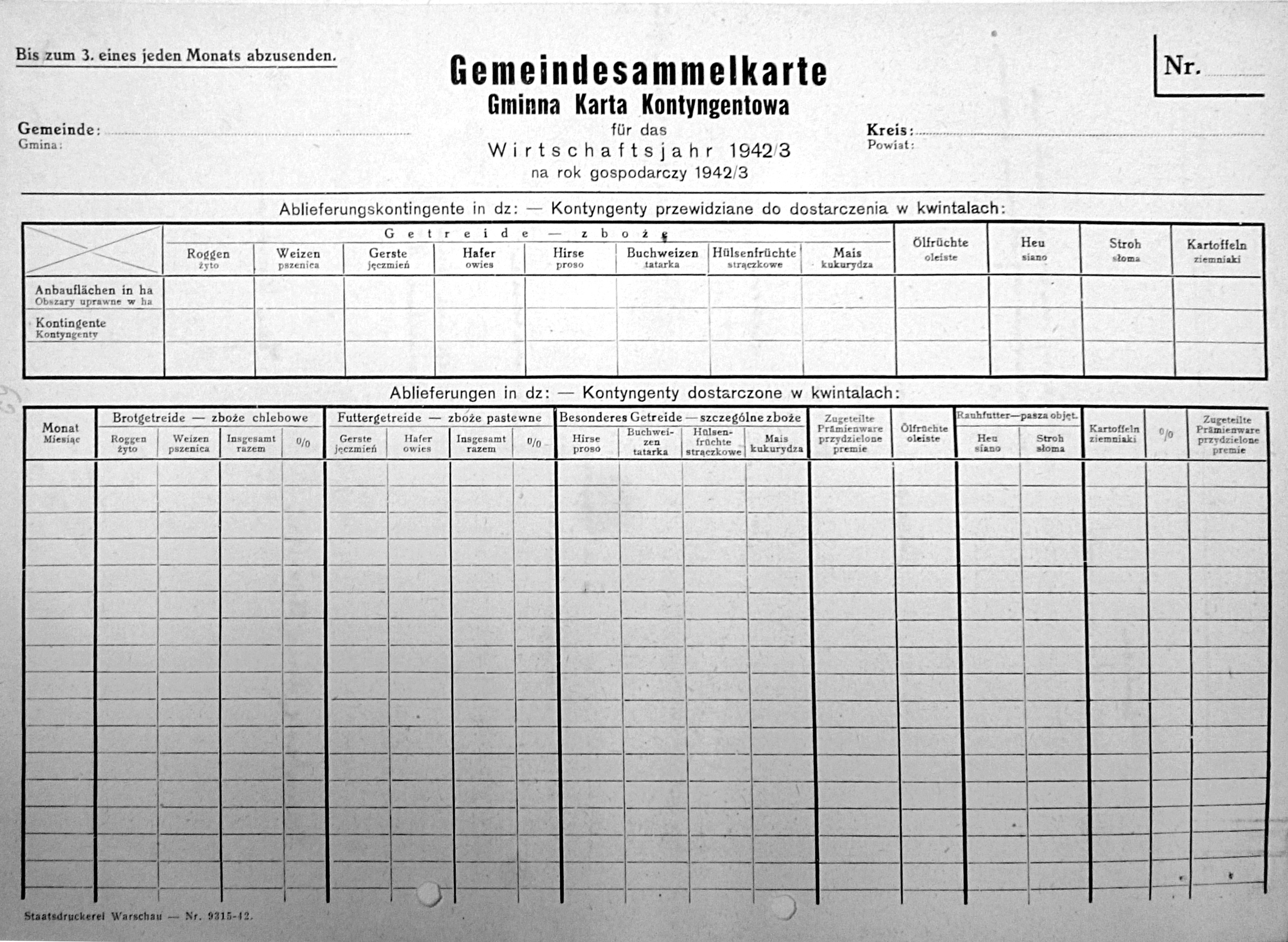
Karta kontygentowa.

Kontyngenty w okupowanej przez Niemców Polsce – obowiązkowe dostawy produktów rolnych oraz hodowlanych (m.in. zboże, mięso i mleko) nakładane przez władze III Rzeszy w okresie II wojny światowej na terenie okupowanej Polski.

## Historia
Kontyngenty zostały nałożone zarówno na gospodarstwa leżące na zaanektowanych ziemiach wcielonych w granice III Rzeszy przejętych przez niemieckich zarządców, jak również znajdujących się w polskich rękach na terenie Generalnego Gubernatorstwa. Ich wysokość sumarycznie ustalał namiestnik Rzeszy w porozumieniu z centralnymi władzami w Berlinie, a potem rozdzielano je na rejencje oraz powiaty. Władze powiatowe z kolei dzieliły je na dwie części w zależności od areału. Były one również zróżnicowane w zależności od obszaru i większe były w Gubernatorstwie niż w Rzeszy.
Chociaż władze III Rzeszy po raz pierwszy urzędowo wprowadziły kontyngenty w połowie roku 1940, to z inicjatyw lokalnych władz okupacyjnych pobierano je już w 1939 roku. Dla przykładu na mocy zarządzenia powiatu Busko wydanego 15 grudnia 1939 roku lokalni rolnicy zobowiązani zostali do dostarczenia do końca miesiąca 834,2 tony czterech podstawowych zbóż, 775 t ziemniaków oraz 866 świń i 749 sztuk bydła. Początkowo w latach 1940–1941 przymusowe kontyngenty były stosunkowo niewielkie. Gwałtowny ich wzrost wysokości nastąpił od roku 1942. W latach 1942–1943 w dystrykcie krakowskim wyniosły 35%, a w dystrykcie warszawskim 60% zbiorów.
Kontyngenty ściągane były przez Niemców siłą, a za ich niedostarczenie w terminie stosowano surowe kary jak bicie, areszty i zsyłki do obozów koncentracyjnych oraz różnorakie represje, włącznie z karą śmierci. Na podstawie rozporządzenia generalnego gubernatora Hansa Franka z 31 października 1939 „w sprawie zwalczania czynów gwałtu w Generalnym Gubernatorstwie”; „wytyczne do walki z bandytyzmem na wschodzie” z 18 sierpnia 1942 oraz rozporządzenia Hansa Franka z 2 października 1943 „o zwalczaniu zamachów na niemieckie dzieło odbudowy GG” wsie, które nie dostarczały kontyngentów pacyfikowano. Do pacyfikacji tych dochodziło na podstawie rozporządzeń wydawanych w trybie roboczym, związanych z akcjami ujęcia zbiorów oraz ściąganiem kontyngentów. W akcji ściągania kontyngentów stosowano oddziały policyjne jak Sonderdienst oraz niejednokrotnie siły wojskowe.
Oprócz pacyfikacji stosowano również przymusowe wysiedlenie z miejsca zamieszkania połączone z konfiskatą gospodarstw rolnych. Od lata 1942 wprowadzono nawet stan wyjątkowy w okresie żniw (niem. Ernteausnahmezustand) trwający od połowy lipca do drugiej dekady grudnia, do których zatrudniono pochwyconych robotników z łapanek w majątkach ziemskich zarządzanych przez Niemców (niem. Liegenschaft). Rozporządzenie o stanie wyjątkowym z okazji żniw przewidywały od 1943 roku karę śmierci w czasie jego trwania dla osób złośliwie uchylających się od oddawania kontyngentów, dokonujących nielegalnego uboju zwierząt hodowlanych, niszczących produkty rolne i hodowlane oraz nawołujących do tych czynów.
Obrót rynkowy artykułami żywnościowymi podlegał ścisłej kontroli – karano przemyt towarów rolno-spożywczych (nawet śmiercią). Zakazany był handel, zwłaszcza tłuszczami i mięsem. Restrykcje te i rabunkowa eksploatacja sektora rolniczego powodowały ciągłe niedożywienie dużych grup ludności i pozbawienie ich materialnych podstaw rozwoju biologicznego (średni przydział żywności wynosił 2600 kalorii dla Niemców, 700 dla Polaków i tylko 400 dla Żydów). Dodatkowo brak lekarstw, niejednokrotnie odzieży i opału w okresach zimowych przyczyniały się do powstawania chorób i ognisk głodu, zwłaszcza wśród ludności żydowskiej odizolowanej w gettach na terenie Generalnego Gubernatorstwa.

## Szacunek rekwizycji dokonanych w ramach kontyngentów
| Rok  | Kontyngenty w tonach |
| ---- | -------------------- |
| 1940 | 383 000              |
| 1941 | 685 000              |
| 1942 | 1 200 000            |
| 1943 | 1 500 000            |

Narzucone normy kontyngentowe spowodowały złą sytuację aprowizacyjną ludności i niedożywienie, zwłaszcza w miastach (oficjalne niemieckie przydziały żywności nie zapewniały jej minimum egzystencji) – rabunek produktów rolnych przekraczał ich przedwojenny polski eksport, w latach 1940–1941 z Generalnego Gubernatorstwa wywieziono do Rzeszy 40 000 ton zboża, w 1942–1943 aż 633 470 ton, a pomiędzy 1942–1943 571 000 ton. W okresie 1940 do 1944 podobnie kształtowały się narzucone kontyngentami ilości wywiezionego bydła (7 510 ton w stosunku do 53 768 ton), cukru (4 500 ton w stosunku do 27 546 ton), kartofli (121 000 ton i 387 741 ton na koniec 1944) oraz tłuszczów (800 ton i 1355 ton w 1944).
| Rok     | Zboża tys. ton | Ziemniaki tys. ton | Buraki tys. ton | Mleko mln litrów | Jaja mln sztuk | Mięso tys. ton |
| ------- | -------------- | ------------------ | --------------- | ---------------- | -------------- | -------------- |
| 1940/41 | 1000           | 552                | 647             | 85               | 590            | 43             |
| 1941/42 | 1070           | 808                | 580             | 131              | 359            | 70             |
| 1942/43 | 1400           | 1590               | 807             | 210              | 270            | 110            |
| 1943/44 | 1600           | 1612               | 847             | 272              |                | 85             |
| 1944/45 | 1700           |                    |                 |                  |                |                |